# Der wahre Jakob (1931)
Der wahre Jakob (Titel in Österreich und Arbeitstitel: Das Mädel vom Varieté) ist eine deutsche Filmkomödie von 1931 unter der Regie von Hans Steinhoff. Die Hauptrollen sind besetzt mit Ralph Arthur Roberts, Anny Ahlers, Felix Bressart und Hansi Arnstaedt.
Die Verfilmung beruht auf dem gleichnamigen Bühnenschwank von Franz Arnold und Ernst Bach, bekannt als das Autorenduo Arnold und Bach.

## Handlung
Stadtrat Peter Struwe, der sich der sittlichen Haltung und Tugend verschrieben hat, ist Mittelpunkt des Sittlichkeitsvereins in Pleißenbach. Er orientiert sich in seinen eifernden Bemühungen an seinem Erbonkel, Geheimrat Stülpnagel, der ihn allerdings in dieser Beziehung noch übertrifft. Man wohnt zusammen im selben Haus. Für Struwes zweite Frau Mila ist der Eifer, mit dem beide Männer jeden überziehen, der sich ihrer Meinung nach nicht richtig verhält, nur schwer zu ertragen. Mila hat es bisher vermieden, ihrem Mann Peter zu erzählen, dass ihre Tochter Yvette ein Engagement als Tänzerin in einem renommierten Varieté in der Hauptstadt angenommen hat. Er glaubt, seine Stieftochter sei immer noch in Kanada.
Als Struwe zusammen mit dem Kassierer Böcklein einer Einladung folgt, die den jeweiligen Vorstand aller Sittlichkeitsvereine zu einem Kongress in die Hauptstadt eingeladen hat, sucht er mit diesem ganz bewusst auch ein Varieté auf, da ihn das Bild einer der Tänzerinnen, auf das Mila ihn hingewiesen hatte, außergewöhnlich entzückt hat. Natürlich hat er zuvor seiner Frau gegenüber Entrüstung geheuchelt. Als er der attraktiven Tänzerin gegenübersteht, die sich ihm als Yvette vorstellt, verschwendet er auch nicht den Hauch eines Gedankens daran, dass das seine Stieftochter sein könnte. Die junge Frau macht sich jedoch einen Spaß daraus, ihren Stiefvater in seiner Spießigkeit vorzuführen. Da sie von ihrem Freund James Ellison vor Annäherungen durch Männer geschützt wird, obliegt es Mila, die ihrem Mann nachgereist ist, ihn in das von ihrer Tochter und ihr geplante Spiel einzuweihen. Und tatsächlich gelingt es Yvette, ihren Stiefvater so zu becircen, dass ihn selbst den Kongress nicht mehr interessiert. Auch der Kassierer Böcklein verirrt sich und landet in einem Amüsierlokal. Da es ihm unter den netten Mädchen und in der gelösten Atmosphäre ausnehmend gut gefällt, lässt er den Kongress Kongress sein.
Wieder zurück in Pleißenbach will Geheimrat Stülpnagel alles über die Tagung wissen und auch über die Stinkbomben, die die Veranstaltung laut Radionachrichten gesprengt haben. Struwe und Böcklein fallen aus allen Wolken, da sie natürlich keine Ahnung haben, was sich auf dem Kongress tatsächlich abgespielt hat. Aber es kommt noch schlimmer, erst trifft Struwes Tochter Lotte aus seiner ersten Ehe ein, die wegen eines Techtelmechtels mit dem Studenten Fred des Internats verwiesen worden ist. Und dann erscheint auch noch Yvette, fällt Struwe um den Hals und will sich von ihm nicht überreden lassen, wieder abzureisen. Zum Glück klärt Mila dann alles auf und so löst sich auch auf, dass Yvette ihre Tochter ist. Und zu guter Letzt kommen auch Lotte und Fred wieder zusammen und Yvette will mit ihrem James sogar vor den Traualtar treten. Aber vor allem Mila ist über ihr geglücktes Experiment heilfroh, denn ihr Peter weiß nun zu unterscheiden zwischen echter Lebensfreude und Leichtsinn. Endlich hat er seine Vorurteile begraben und der wahre Jakob ist zum Vorschein gekommen.

## Produktion und Filmstart
Produziert wurde der Film von der Lothar Stark GmbH (Berlin). Am 7. März 1931 wurde er unter der Nummer B.28411 von der Zensurbehörde, der Filmprüfstelle Berlin, mit einem Jugendverbot belegt, das am 12. März unter der Nummer B.20070 bestätigt wurde. Am 18. März 1931 wurde dieses Verbot unter der Nummer O.02030 von der Oberprüfstelle erneut bestätigt und blieb auch bei einer abermaligen Überprüfung am 15. Juli 1934 unter der Nummer O.07375 bestehen.
Nachdem die Nationalsozialisten die Macht in Deutschland übernommen hatten, wurde der Film unter ihrem Druck von der Filmprüfstelle am 17. April 1934 verboten.
Der Film kam in Deutschland am 16. März 1931 in den Berliner Kinos Primus-Palast und Titania-Palast zur Uraufführung.  In den USA lief er unter dem Titel True Jacob und wurde am 6. August 1931 erstmals aufgeführt. In Schweden lief er am 9. Januar 1932 unter dem Titel På vift fast gift an und in Griechenland unter dem Titel O diavolakos.
Weitere Verfilmungen
- 1950: Eine Nacht im Séparée unter Verwendung des Stoffes von Hans Deppe (Regie) mit Kurt Seifert und Olga Tschechowa als Ehepaar Pogge (= Struwe)
- 1960: Der wahre Jakob, Regie Rudolf Schündler mit Willy Millowitsch als Peter Struwe, Renate Ewert als Yvette, Jane Tilden als Frau Struwe (Fernsehfilm)
- 1965 Der wahre Jakob, Regie Erich Neureuther mit Willy Reichert als Peter Struwe, Grit Boettcher als Yvette (Fernsehfilm)
- 1976 Der wahre Jakob, Regie Günter Gräwert, Willy Millowitsch als Stadtrat Struwe, Angelika Milster als Yvette und Eddi Arent als Anhängsel beider (Fernsehfilm des WDR)

## Lieder im Film
- Sonntag, das ist mein Freitag ..
- Liebe kommt, ohne viel zu fragen ..,

beide gesungen von Igo Guttmann.

## Kritik
Karlheinz Wendtland meinte, der Stoff, dass Sittenapostel als Tugendsünder erwischt werden würden, sei natürlich nicht neu. Entscheidend sei dabei allerdings, dass sich „die Darsteller vor Übertreibungen hüten“. Interessant sei, was Dr. Koch in der Filmwoche dazu festgestellt hätte: „Also nichts Neues, vom ersten Bild bis zur letzten Szene. Neu ist nur, daß Felix Bressart viel stärker ist als Ralph Arthur Roberts, dessen allzu auf Wirkung gestellte Komik an dieser feinen, dünnen Trockenheit Bressarts völlig zerschellt. Bressart ist, im Gegensatz zu Roberts, der Überlegene: Roberts ist plötzlich Reifenhalter für den Neutöner Felix ... Das Publikum war begeistert.“